# Smålands runinskrifter 2
Sm 2 † är runsten som tidigare funnits på Aringsås kyrkogård, Alvesta  i Småland.
År 1691 var stenen enligt uppgift placerad i kyrkogårdsmuren och den fanns kvar 1770. Någon gång därefter har den försvunnit eller lagts i kyrkogårdsmuren på ett sätt som döljer ristningen, således kan den fortfarande finnas kvar.

## Inskriften
Translitteration:
[abiori : lit * risa : stin ** eftir : toki * uniþint]
Normalisering till fornvästnordiska:
Ábjôrn lét reisa stein eptir Tóka Óníðing.
Översättning till nusvenska:
Åsbjörn lät resa stenen efter Toke den frikostige (Toke oniding).